# Réforme des 35 heures en France
Pour les articles homonymes, voir Loi travail.
La réforme des 35 heures, ou loi Aubry, est une mesure de politique économique française mise en place par le gouvernement Lionel Jospin à partir de l’année 2000 et obligatoire pour toutes les entreprises à compter du 1er janvier 2002, par deux lois votées en 1998 et 2000 fixant la durée légale du temps de travail pour un salarié à temps plein à 35 heures par semaine, en moyenne annuelle, au lieu de 39 heures précédemment, en contrepartie d'une plus grande flexibilité des horaires. Cette mesure s'inscrit dans la continuité des lois de réduction de la durée légale du travail, notamment la mise en place des 40 heures par les Accords Matignon en juin 1936, qui ont participé à l'histoire de la réduction du temps de travail en France qui, depuis le XIXe siècle, caractérise l'ensemble des économies développées.
D'abord défendu dans une perspective de progrès social mais aussi inspirée par une logique de partage du travail, le « passage aux 35 heures » s'inscrivait dans l'objectif prioritaire de créations d'emplois du programme du Parti socialiste (PS) pour les élections législatives de 1997. Les effets de la réforme sur la durée effective du travail se sont traduits par une diminution de celle-ci d’environ 2,6 heures. La réforme a aussi eu des impacts sur le temps de travail des cadres, bien que nombre d'entre eux n'étaient pas soumis à une durée légale du temps de travail sur une base hebdomadaire mais dite « au forfait » (sur une base annualisée ou comptabilisée en jours et non en heures).
Mais par ailleurs, les analyses économétriques sur les créations d'emploi divergent. En 2004, une étude de l'Insee estimait que les créations d'emploi s'établissaient à 350 000 postes entre 1998 et le 31 décembre 2001 sans déséquilibre financier apparent pour les entreprises. La mise en place de la réforme étant devenue obligatoire dans toutes les entreprises à compter du 1er janvier 2002 a conduit d'autres études à faire des évaluations plus négatives, certaines arguant même d'un effet négatif sur l'emploi en prenant en compte les effets de long terme. De fait, la mesure des effets réels de la réforme des 35 heures sur l'économie est complexe notamment parce qu'en termes de créations d'emplois, l'effet négatif de la hausse du coût de la main-d'œuvre horaire ne se manifeste que progressivement sachant qu'il est compensé par des baisses de cotisations (qui ont pesé sur les finances publiques), une modération salariale et des gains de productivité résultant de la réforme, dont l'ampleur est difficile à évaluer.
Les Créateurs d'emplois et de richesse de France[Qui ?] (Cerf), à l'origine de la mesure d'exonération de charges et de la défiscalisation des heures supplémentaires, ont par exemple souligné la concomitance de l'entrée en vigueur des 35 heures et le redémarrage à la hausse des courbes du chômage et des défaillances d'entreprises dès 2000, puis leur accélération dès lors que toutes les entreprises y ont été soumises en 2002[réf. nécessaire]. Tout cela contribue à alimenter un large débat, à la fois parmi les économistes et dans le monde politique.
Durant les années 1990, aucun autre pays de l'OCDE n’a mis en place une réforme similaire de réduction généralisée du temps de travail. Toutefois, en Allemagne, pays où la durée du travail relève des conventions collectives de chaque branche professionnelle (dans la limite de 48h/semaine en moyenne imposée par la loi), des accords de réduction du temps de travail ont également été négociés par les partenaires sociaux, cinq branches ayant une durée du travail de 35 heures hebdomadaires.

## Origine
La réduction du temps de travail est un phénomène progressif qui caractérise toutes les sociétés, et qui découle du progrès technique. Le progrès technique, en permettant une augmentation de la productivité horaire du travail (c’est-à-dire ce que produit un travailleur en une heure), permet — sous l’effet des forces de marché, l’augmentation de la valeur ajoutée partagée entre les facteurs de production capital et travail — une augmentation du salaire horaire réel des travailleurs (sur le long terme, le salaire horaire augmente au même rythme que la productivité du travail horaire), et partant, leur permet de réduire leur durée de travail : les employés choisissent en effet de répartir leur temps entre travail et loisirs, et une hausse de salaire horaire réel les incitera à travailler un peu moins : on dit qu’ils font un arbitrage entre revenus et loisirs. Au fil des années, la hausse de la productivité du travail horaire a permis à la fois une hausse du salaire horaire et la réduction du temps de travail moyen.
La durée moyenne de travail est différente selon les pays, en fonction de leur niveau de progrès technique, mais aussi en fonction des préférences individuelles et collectives concernant le choix entre revenus et loisir.
La réduction du temps de travail peut se faire par libre négociation entre travailleurs et employeurs (c’est le cas des pays anglo-saxons), mais dans certains pays, dont la France, l’État fait le choix de réglementer la durée du travail. Ainsi, le gouvernement de Lionel Jospin, conformément aux promesses du PS lors de la campagne législative de 1997, fixe par la loi, une réduction du temps de travail à tous les salariés.
La réduction du temps de travail fait partie des idéaux traditionnels de la gauche. Le socialiste Paul Lafargue avait plaidé pour une réduction dès 1880, dans son livre Le Droit à la paresse, de même que l'humaniste Thomas More, dans son livre l'Utopie, en 1516. Les syndicats de salariés français ont lutté pour la réduction du temps de travail, mais les décisions furent prises par les gouvernements, de gauche généralement (voir congés payés et Temps de travail).
Le passage aux 35 heures figurait en 1981 dans les 110 propositions pour la France de François Mitterrand, qui, une fois élu, s'était contenté d'abaisser la durée légale à 39 heures hebdomadaires. Martine Aubry, ministre des affaires sociales de Lionel Jospin, réalise la mise en œuvre de la mesure phare du programme économique socialiste remise au goût du jour par Dominique Strauss-Kahn[pas clair].
Plus récemment, dans les années 1990, le partage du temps de travail a été un sujet d'intérêt pour le centre droit, comme le montre la loi Robien du 11 juin 1996 sur l'aménagement du temps de travail offrant des allègements de cotisations patronales en contrepartie d'embauches liées à une forte réduction du temps de travail.
« La réduction collective du temps de travail (que ce soit à la journée, à la semaine, sur l'année ou sur l'ensemble de la vie) s'applique également à tous et à toutes. Elle est une manière de répartir les gains de productivité entre tous les salariés, et cela que leur entreprise réalise ou non des gains de productivité. C'est une manière de reconnaître que les progrès de la productivité sont le fruit de l'organisation de la société tout entière (éducation, formation, infrastructures, progrès technique, etc). »
— Les Économistes atterrés, Faut-il un revenu universel ? p. 118, 2017 (ISBN 978-2-7082-4533-4)

## Mise en œuvre

### Objectifs
Les objectifs affichés par le PS pour le passage aux 35 heures sont :
1. L’effet escompté de la réforme était de partager un volume de travail donné au sein de la population active. La réduction de la durée du travail s’accompagnerait alors d’une création d’emplois.
2. La loi peut être une occasion de relancer les négociations et le dialogue social afin d’optimiser l’organisation du travail et donc en définitive d’accroître la productivité de l’économie.
3. Sur le plan individuel, la mesure apportera du temps libre aux travailleurs, susceptible d’améliorer leur vie familiale, associative… Elle est donc susceptible d’améliorer les conditions de vie, de santé de l'employé, mais aussi les conditions de vie de sa famille. Parmi les effets divers mis en avant, ont été cités une réduction des dépenses de santé, une amélioration de la productivité par la santé, une « plus juste » répartition des tâches entre hommes et femmes au sein du foyer, une attention plus importante accordée à la famille (par exemple, l'éducation de ses enfants, l'écoute et l'aide aux anciens…), et une plus grande facilité de prendre des congés.

### Concept
En France, lorsque l'on parle de la réforme des 35 heures, on parle d'une réforme qui couvre à la fois la baisse de la durée légale du temps de travail, l'annualisation du temps de travail, la baisse des cotisations sociales pour les entreprises, du forfait jours et de la réorganisation de la production.

### Projet général

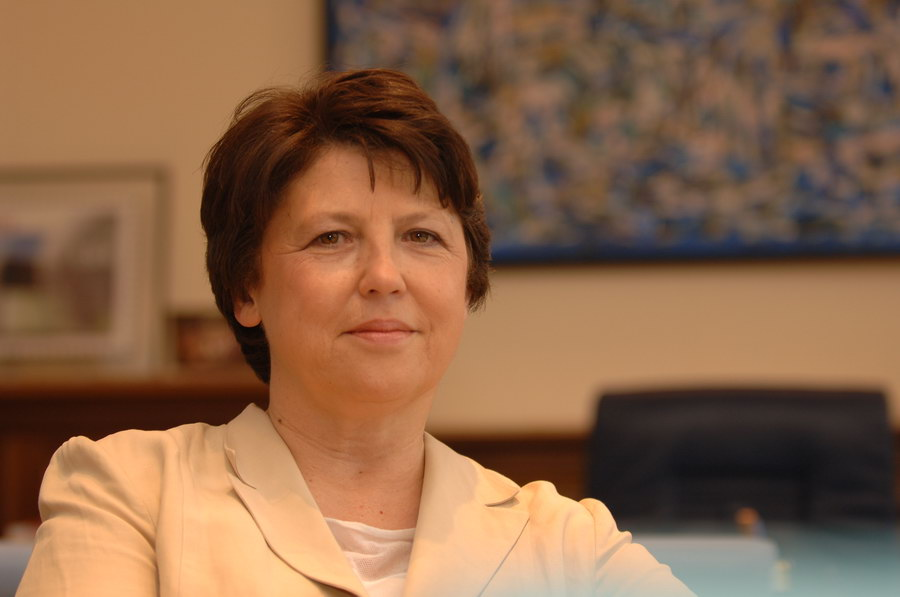
Martine Aubry (ici en 2008), alors ministre dans le gouvernement Jospin, a porté la loi des 35 heures, parfois appelée « loi Aubry ».

La réduction du temps de travail (RTT) est une politique mise en place par Martine Aubry, sous le gouvernement de Lionel Jospin, visant à réduire la durée hebdomadaire de travail avec l’idée que cela permettrait de créer des emplois et de relancer l'économie en France, pour lutter contre le chômage par le partage du travail (bien qu'il n'y ait pas partage des postes de travail eux-mêmes).
Avec un contingent d’heures supplémentaires fixé à 180 heures, la durée du travail maximale moyenne sur l'année, en l'absence de dérogation, est d’environ 39 heures. Ce contingent n'interdit pas, comme dans le reste de l'Union européenne, un temps de travail effectif maximal de 48 heures sur une semaine isolée.
En 1848, la durée légale du travail était de 48 heures en France, puis de 40 heures en 1936, 39 heures en 1982, et 35 heures en 2002. Mais déjà en 1982, un accord paritaire de la métallurgie prévoyait un passage à 33h36 pour les usines à feu continu, et en 1996, une loi facultative mise en place par Gilles de Robien, la loi tendant à favoriser l'emploi par l'aménagement et la réduction conventionnels du temps de travail, dite loi Robien, offrait une aide aux entreprises pour les inciter à utiliser cette formule (autour de 10 % de cotisations sociales en moins en contrepartie d'un minimum de 10 % d'embauches supplémentaires). Environ 300 entreprises, d'après Pierre Larrouturou, auraient pu profiter de cette loi entre 1996 et 1998.
Sous le gouvernement Jospin, ces idées politiques ont donné lieu à une Loi d'orientation et d'incitation relative à la réduction du temps de travail (loi no 98-461 du 13 juin 1998) ayant pour but de préparer le terrain et informer le patronat, puis à une Loi relative à la réduction négociée du temps de travail (loi no 2000-37 du 19 janvier 2000) pour fixer les règles d'application du passage aux 35 heures. Par exemple, les délais de passage aux 35 heures dépendaient de la taille de l'entreprise.
Le projet était de réduire la durée hebdomadaire du travail de 39 heures à 35 heures. Concrètement, le salarié peut continuer à travailler 39 heures, mais certaines heures supplémentaires qu'il effectue (4 heures par semaine) sont cumulées pour être utilisées sous forme de demi-journées ou de journées complètes de repos ("RTT"). Quoi qu'il en soit, la durée maximale de travail sur un an était de 1 600 heures. Elle est repassée à 1607 heures sur l'année en 2005 à la suite de la mise en place de la journée dite « de solidarité ».
Exemples de formules possibles :
- 35 heures sans jour RTT, 7 heures par jour, 5 jours par semaine ;
- 37,5 heures par semaine et 12 jours RTT par an ;
- 39 heures par semaine et 24 jours RTT par an ;
- 39 heures par semaine et une demi-journée de RTT par semaine ;
- 39 heures par semaine et deux journées de RTT par période de quatre semaines.

L'aménagement des 35 heures s'est fait au cas par cas, et a donné lieu à des discussions (parfois tendues) et des négociations entre le patronat et les employés. Le mot RTT est entré dans le vocabulaire courant pour désigner, par extension de sens, les journées de repos (Jours RTT) gagnées grâce à la réduction du temps de travail.
Dans les cas où la négociation n'a pas donné lieu à des accords, la loi précise les modalités des heures supplémentaires (modifiée en 2003 par François Fillon qui a augmenté les contingents). En 2003, elles sont limitées dans un contingent : 180 heures par salarié et par an, 130 dans les cas où la modulation est appliquée (la durée hebdomadaire varie tout au long de l'année).
- Majoration des heures supplémentaires :
  - pour les entreprises jusqu'à 20 salariés, 10 % de la 36e jusqu'à la 39e heure incluse, puis 25 % jusqu'à la 43e heure incluse ;
  - pour les entreprises de plus de 20 salariés : 25 % de la 36e heure à la 43e heure incluse ;
  - au-delà de 43 heures, la majoration est de 50 %.

Ces heures supplémentaires peuvent également être compensées par un repos compensateur (une majoration de 25 % équivaut à un quart d'heure par heure supplémentaire). Enfin les heures effectuées hors contingent donnent droit automatiquement à un repos compensatoire (50 % pour les entreprises jusqu'à 20 salariés, 100 % pour les autres).

### Cas des petites entreprises
Les petites entreprises, c'est-à-dire les entreprises et unités économiques et sociales de 20 salariés et moins et le secteur public, ont bénéficié d'un régime dérogatoire les soumettant progressivement aux 35 heures et aux règles de droit commun en matière d'heures supplémentaires.
Premièrement, la durée légale de travail a été réduite de trente-neuf heures à trente-cinq heures deux ans après les entreprises plus importantes, soit à compter du 1er janvier 2002.
Deuxièmement, les heures supplémentaires effectuées dans ces petites entreprises ne donnaient lieu qu'à une bonification de 10 % (au lieu de 25 %) pendant la première année civile au cours de laquelle les « 35 heures » étaient applicables, soit jusqu'au 31 décembre 2002. Cette dérogation a été prolongée par la loi Fillon jusqu'au 31 décembre 2005 lorsqu'aucun accord ne venait fixer un taux de majoration différent. Cet avantage avait été à nouveau prolongé, sans fixation d'une date butoir, en 2005.
Troisièmement, pour ces entreprises, les modalités de décompte du volume des heures supplémentaires réalisables étaient plus avantageuses. Initialement, seules s'imputaient sur le contingent, celles effectuées au-delà de trente-sept heures pour l'année 2002 et à trente-six heures pour l'année 2003. Ce seuil de 36 heures, en lieu et place de 35, avait été pérennisé par la loi du 31 mars 2005.
L'ensemble des dispositifs dérogatoires a été supprimé définitivement par la loi en faveur du travail, de l'emploi et du pouvoir d'achat.
Dans le cadre de la réduction du temps de travail à 35 heures sans signature d'un accord collectif, ces majorations de 10 % pouvaient être :
- soit converties en repos compensateur, ce qui représente environ deux jours de repos compensateur par an ;
- soit payées, ce qui représente une augmentation de salaire d'environ 1 %.

De fait, les employés sous ce régime sont passés aux 35 heures payées 35 (donc baisse du salaire de base), mais avec 4 heures supplémentaires par semaine (ce qui est conforme à leur contrat de travail initial, soit 39 heures payées 39).[réf. nécessaire]
L'employeur pouvait aussi décider d'appliquer un accord cadre (c'est-à-dire un accord signé par les syndicats et les représentants du patronat de la branche professionnelle) ou bien de négocier un accord d'entreprise, soit avec un délégué syndical, s'il en existait dans l'entreprise, soit avec un salarié mandaté par un syndicat représentatif.

### Clivage politique
En France, ce sujet a donné lieu à des clivages politiques.
Ainsi, des courants liés à certains partis politiques de gauche considèrent que les 35 heures sont emblématiques de la réduction de temps de travail, alors que certains courants de pensée de droite y ont vu un drame, mais, en même temps, la droite au pouvoir de 2002 à 2012 ne les ont pas complètement supprimées. Manuel Valls et Emmanuel Macron les ont critiquées.

## Évaluation

### Effet sur l'emploi

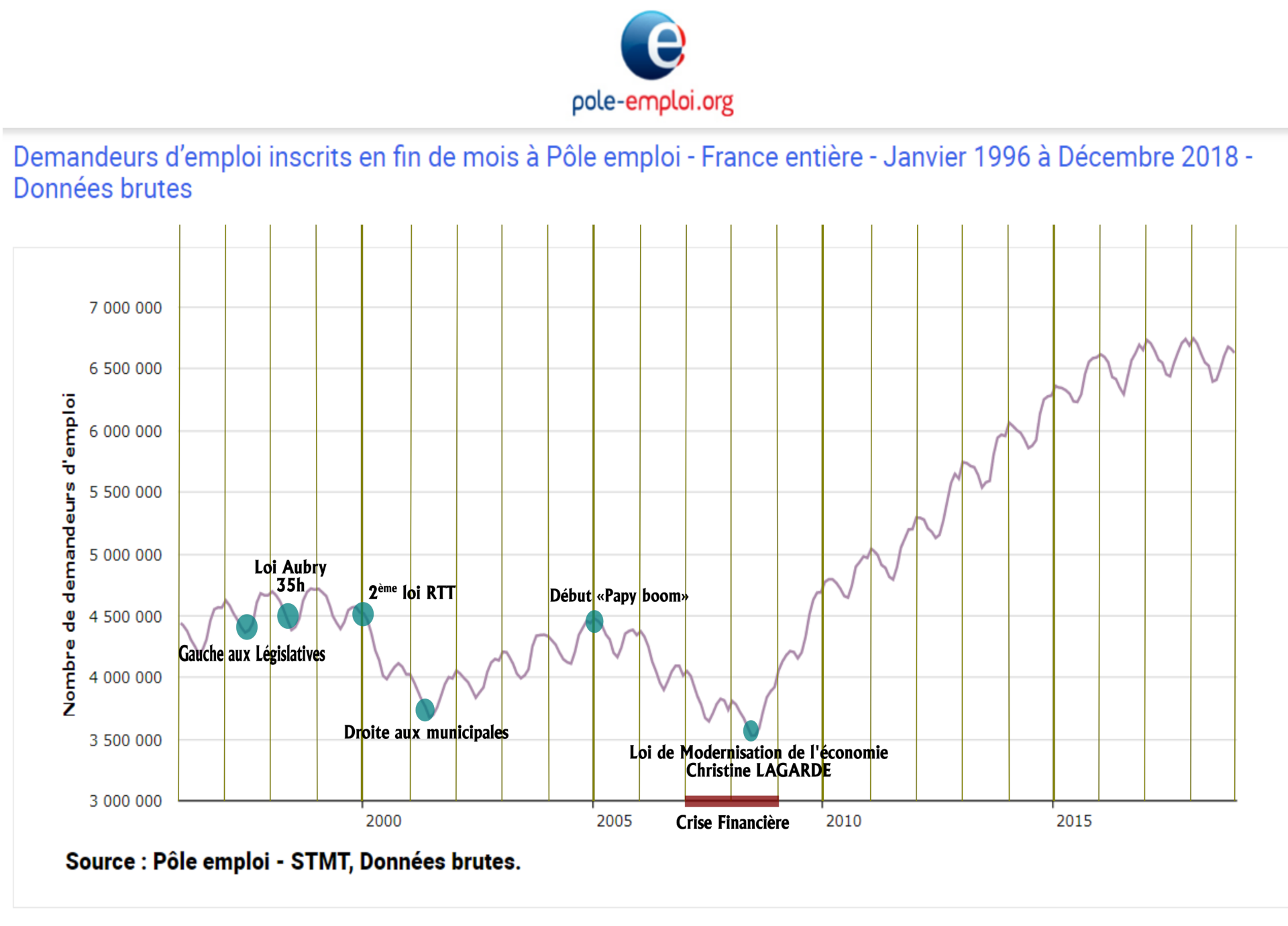
Évolution du nombre de demandeurs d'emploi de 1996 à 2018 (dont effet des politiques publiques, 35 h et autres)

#### Ambition initiale
L'ambition d'origine du Parti socialiste était de créer 700 000 emplois.

#### Évaluations

##### Évaluations négatives
En 2006, l'économiste Christian Gianella publie une étude dans la revue Économie & Prévision dans laquelle il simule les effets de moyen et de long terme des lois Aubry dans un modèle macroéconomique. D'après son étude, les financements d'aides collatéraux à ces mesures contribueraient à détruire de l'emploi.
La fondation Concorde, reprise par l'IFRAP, calculait en 2002 que les 35 heures sont directement responsables de la création de 50 000 emplois, pour un coût pour les finances publiques de 10 milliards d’euros.

##### Évaluations neutres
L'étude de Matthieu Chemin et Étienne Wasmer, publiée dans le Journal of Labor Economics en 2009, s'appuie sur la différence de législation entre l'Alsace-Moselle et le reste de la France pour identifier l'effet de la loi des 35 heures sur l'emploi en utilisant la méthode des doubles différences. L'étude montre que la loi sur les 35 heures a été moins contraignante en Alsace-Moselle que dans le reste de la France mais qu'il n'y a pas eu de différence significative sur le niveau d'emploi. À la différence des études précédentes, l'étude de Chemin et Wasmer cherche à mesurer l'effet pur de la baisse du temps de travail, indépendamment des allègements de cotisations sociales qui l'ont accompagnée.
En 2016, le sociologue Olivier Godechot tente de répliquer les résultats de l'article et trouve qu'en corrigeant une erreur de code informatique dans la définition des entreprises de plus de 20 salariés et en prenant en compte le caractère frontalier de la région, on ne voit pas de différence d'applications de la loi entre l'Alsace-Moselle et le reste de la France. Les résultats d'Olivier Godechot remettent en cause la stratégie d'identification adoptée par Étienne Wasmer et Matthieu Chemin. Selon Étienne Wasmer et Matthieu Chemin, ni leur stratégie d'identification ni leurs conclusions ne sont affectées par la critique de Godechot, qui ne porte que sur une variable secondaire présentée en annexe de l'article car non utilisée en raison du grand nombre de valeurs manquantes.
Par ailleurs, Éric Heyer (de l'Observatoire français des conjonctures économiques (OFCE)) critique la méthodologie de l'étude de Chemin et Wasmer, expliquant qu'une petite réduction de temps de travail, comme celle qui a eu lieu en Alsace-Moselle, n'a pas d'effet de choc comme en a une réduction plus importante, comme la réduction de 39 heures à 35 heures, et que les résultats ne sont donc pas extrapolables de l'une à l'autre.
Le Mouvement des entreprises de France (Medef), opposé dès l'origine aux 35 heures jugées « antiéconomiques » et « antisociales », a évalué le nombre d'emplois créés lors de la première année de leur mise en œuvre à 15 000.
L'Organisation de coopération et de développement économiques (OCDE) parle d'un bilan « incertain », « qui n’aura qu’une contribution modérée à la baisse du chômage » et, « dans les prochaines années, inférieure à celle des emplois-jeunes. »[réf. nécessaire]

##### Évaluations positives
En 2005, Alain Gubian, Stéphane Jugnot, Frédéric Lerais et Vladimir Passeron publient une étude dans la revue Économie et statistique évaluant à 350 000 le nombre d'emplois créés par la réforme des RTT sur la période 1998-2002. Cette étude considère la réforme dans son ensemble, c'est-à-dire la baisse du temps de travail associée aux allègements de charges qui l'ont accompagnée.
En décembre 2014, une commission d'enquête parlementaire sur « l'impact sociétal, social, économique et financier de la RTT » conclu de manière très positive sur cette loi « a permis la création de 350 000 emplois, sans dégrader la compétitivité du pays […] et s’est avérée relativement peu coûteuse à raison de 2 milliards d’euros pour les entreprises et 2,5 pour les administrations ». Cette commission est créée à l'initiative de l'Union des démocrates et indépendants (UDI) et dirigée par la députée socialiste Barbara Romagnan. Les députés de l'opposition y ayant participé ont salué en majorité le sérieux des auditions et du rapport, mais se sont cependant opposés aux conclusions. Pourtant, le rapport d'enquête sur les 35 heures, publié le 9 décembre 2014, et dressant un bilan positif de la réduction du temps de travail, porte étonnamment sur une période antérieure à la mise en place obligatoire des 35 heures dans toutes les entreprises.
Le 18 juillet 2016 est sorti dans la presse (Mediapart) un rapport de l'Inspection générale des affaires sociales (IGAS) tendant à réhabiliter les 35 heures,. Le rapport titré Évaluation des politiques d’aménagement - réduction du temps de travail dans la lutte contre le chômage évalue les politiques de réduction de la durée légale du travail. Les inspecteurs de l'IGAS affirment que « les politiques de réduction de la durée légale du travail permettent de créer, au moins à court terme, de l’emploi à condition de respecter des conditions strictes », à savoir « la maîtrise de l’évolution des coûts salariaux » et « le financement de ce type de politique ». Pour eux, les lois Aubry ont satisfait à ces conditions. Ils évaluent à 350 000 le nombre d'emplois créés entre 1998 et 2002 à la suite de l'application de la loi des 35 heures. La période étudiée, là encore, est antérieure à la mise en place obligatoire de la réduction du temps de travail dans toutes les entreprises. Néanmoins, l'économiste Stéphane Carcillo, spécialiste des réformes du marché du travail, dénonce les conclusions de ce rapport. Selon lui, le chiffre de 350 000 emplois crées repose sur de premières études datées. Celles-ci n'ont jamais été publiées dans les revues académiques de niveau international pour la raison qu'elles comparent des entreprises qui sont volontairement passées aux 35 heures, comme les y incitait la loi Aubry I, à celles qui sont d'abord restées aux 39 heures. Cette comparaison souffrirait d'un effet énorme de sélection.
L'Institut de recherches économiques et sociales (IRES), géré par les syndicats de salariés français, parlait en 2002 dans une étude de Michel Husson de 500 000 emplois nets créés entre 1997 et 2001, en comparant trois méthodes différentes. Il dénonce également les « approximations discutables » des « études plus empiriques qui se montrent sceptiques quant aux bénéfices de la RTT ». Il souligne toutefois l'importance de la conjoncture économique favorable dans ce résultat positif dans la mesure où la RTT est selon lui insuffisamment contraignante pour les entreprises et risquerait de devenir lors d'une crise économique « un système d’aides sans condition de création d’emplois ».
Selon la Direction de l'Animation de la Recherche, des Études et des Statistiques (DARES), les 35 heures auraient créé 350 000 emplois supplémentaires sur l'ensemble de la période 1998-2002.
L'OFCE a, selon Éric Heyer, publié une étude dans la revue Économie & Prévision selon laquelle les lois Aubry ont effectivement créé ou sauvegardé 400 000 emplois. Cette étude se base sur le modèle macroéconomique de l'OFCE, dont l’ensemble des équations ont été testées économétriquement. Selon lui, ce résultat est conforme à ceux obtenus avec le modèle de la Banque de France.
Cependant, obligatoires à compter du 1er janvier 2002, toutes les études sur les 35 heures précitées, même les plus récentes, précisent dans l'exposé de leur méthodologie que la période de référence court de 1998 et s'arrête au 31 décembre 2001, en référence à la base des données statistiques INSEE étudiées. L'évaluation de l'impact de la réduction du temps de travail reste, semble-t-il à faire. En particulier si l'on considère que consécutivement à la mise en place obligatoire des 35 heures en 2002, le niveau des défaillances d'entreprises a enregistré une hausse singulière.

### Effets sur la compétitivité
Parmi les effets des 35 heures sur la compétitivité des entreprises, on peut noter :
- Un accroissement des coûts horaires de main d'œuvre de 11,4 % (39 heures/35 heures), en raison de la réduction du temps de travail, sans diminution de salaire pour les salariés ou du coût des 4 heures supplémentaires hebdomadaires pour ceux qui ont continué à travailler 39 heures.
- Une réorganisation des entreprises. Une partie des coûts supplémentaires ont donc été amortis par les gains de productivité, mais cette réorganisation a elle-même eu un coût, qui n'a pas toujours eu d'effet direct sur la compétitivité des entreprises.
- Un effet de noria : les créations d'emploi ont porté sur des jeunes au salaire plus faible en début de carrière que celui des travailleurs remplacés.[réf. nécessaire]

Selon une étude comparative de l’Insee portant sur la période 1997-2000, la compétitivité des entreprises ayant adopté les 35 heures, mesurée par la productivité globale des facteurs (capital et travail), a reculé (de 3,7 %) face aux entreprises restant aux 39 heures, et ce malgré les allègements de cotisations accordés par l’État à ces entreprises, ainsi que le gel fréquent des salaires nominaux.
Le Medef a également mis en avant le coût de la mesure, affirmant que "Les 35 heures sont très largement à l'origine des handicaps de compétitivité de notre pays. Le choc en termes à la fois de coûts directs et indirects, de désorganisations, de rigidités, et de réputation a été considérable et explique le décrochage de l'économie française"
L'augmentation du nombre de dépôts de bilan reste délicate à interpréter. D'après certains, il s'agit d'un effet des 35 heures, alors que, pour d'autres, il n'est qu'une conséquence d'un manque de compétitivité de quelques entreprises que le passage aux 35 heures n'a fait que révéler plus tôt[réf. nécessaire].

### Effet sur la productivité du travail
Ce point est controversé. Avant 1997, existait un consensus largement partagé chez les réformistes de droite et de gauche sur la diminution et l'aménagement du temps de travail par négociations différenciées selon les branches et entreprises, Gilles de Robien à droite et la CFDT à gauche, par exemple. Ces derniers pensaient toutefois que les négociations pouvaient se faire sur des années au fil des progrès de productivité variés et que cela contribuerait à améliorer les relations sociales sur le terrain. Or le fait que le gouvernement décide de légiférer à la hâte a réduit ces espoirs à néant ; certains acteurs, la CFDT entre autres, ont même déclaré que la fluidité du dialogue social avait fortement régressé par le renforcement d'un stérile manichéisme patrons/salariés[réf. nécessaire].

### Effet sur l'offre du travail du conjoint
Une étude d'Éric Maurin, Dominique Goux et Barbara Petrongolo étudie l'effet de la réduction du temps de travail d'un individu sur l'offre de travail de son conjoint. Les auteurs utilisent la réforme des 35 heures comme une expérience naturelle pour mesurer l'élasticité jointe de l'offre du travail au sein du couple. L'étude montre des effets contrastés en fonction du sexe. Lorsque le temps de travail d'une femme est réduit d'une heure, les hommes réduisent leur temps de travail de 0,23 heure (14 minutes). En revanche, les auteurs ne trouvent pas d'effet significatif de la réduction du travail des hommes sur le temps de travail des femmes.

## Critiques

### Critique de l'effet de la réforme sur les revenus
Le chroniqueur au Figaro et à Valeurs actuelles Yves de Kerdrel considère que les 35 heures ont eu pour conséquence de brider le pouvoir d'achat des milieux les plus populaires en entraînant une « smicardisation » des employés.

### Critique de l'effet de la réforme sur l'emploi
En 2004, Jean Tirole affirme que la réduction du temps de travail est une « ineptie ». Le prix Nobel d'économie mettant en avant les « lois économiques scientifiques » parce que vérifiées par les études publiées prouvant que la réduction du temps de travail n'a aucun effet positif sur l'emploi.[réf. souhaitée]. Stéphane Carcillo considère également, qu'au vu des études parues dans des publications à comités de lecture internationales, il n'y a probablement pas eu d'effet sur l'emploi de la réduction du temps de travail.

### Critique de l'effet de la réforme sur la compétitivité
David Cameron, Premier ministre britannique, critique en octobre 2014 la loi des 35 heures, lui attribuant « une industrie moins compétitive et un recul du nombre de personnes cherchant à investir » en France, ainsi que la différence entre le taux de chômage entre le Royaume-Uni et la France - en octobre 2014, il s'élève à 9,7 % en France, contre seulement 6,2 % au Royaume-Uni. La presse britannique, quant à elle, souligne le différentiel de croissance entre le Royaume-Uni et la France en 2013 et 2014, le Fonds monétaire international pronostiquant que l'économie britannique surpasserait la production française en 2015.

### Critique de l'opportunité politique de la réforme
En 2007, l'économiste Thomas Piketty a critiqué la loi sur les 35 heures. Sa critique ne porte pas sur le fond de la politique mais sur le moment où elle a été décidée. Selon lui, une politique de réduction du temps de travail n'est politiquement opportune qu'après une période de croissance soutenue du pouvoir d'achat.

### Critique des partisans de la semaine de quatre jours
Les partisans de la semaine de quatre jours comme Pierre Larrouturou se sont opposés aux lois Aubry en nom de l'idée que la réforme des 35 heures ne produirait pas l’effet de « masse critique » nécessaire. L’effet sur l’emploi serait faible et elle serait très coûteuse. Des milliers de salariés seraient frustrés et cela aurait pu être une des causes de la défaite de la gauche en 2002.

## Comparaison avec les politiques menées dans d'autres pays

### 35 heures en Allemagne dans cinq branches professionnelles
En Allemagne, où la durée du travail est fixée dans chaque branche professionnelle par une convention collective établie entre les partenaires sociaux (dans la limite de 48 heures/semaine en moyenne imposée par la loi), cinq branches ont une durée du travail de 35 heures hebdomadaires (et notamment la métallurgie depuis 1990). Ceci ne s'applique cependant que dans l'ex-Allemagne de l'Ouest et un pourcentage fixe d'employés effectuant 40 heures est autorisé (18 % pour la métallurgie). En 2003, sous la menace de délocalisations, les syndicats ont accepté l'assouplissement de ces conventions ; le pourcentage a été amené à 50 % pour les entreprises dans lesquelles plus de la moitié des employés ont des salaires élevés. La même année, une grève réclame l'introduction des 35 heures à l'Est mais, celle-ci n'abouti pas.

### Expérimentation du passage à 30 heures à Göteborg
En mai 2014, la ville de Göteborg, deuxième ville de Suède commence à expérimenter le passage à 30 heures par semaine, soit 6 heures par jour. Le test durera un an et pourra conduire au passage à 30 h de toute l'équipe municipale.

### Comparaison du temps de travail moyen avec d'autres pays développés
Une audition de responsables de l'Organisation pour la Coopération et le Développement Économique (OCDE) à l'Assemblée nationale française met en avant que dès 2003, la France est l'un des pays développés où le volume horaire travaillé par employé est parmi les plus faibles de l'OCDE. Est également noté qu'« alors qu'au début des années 1970, le nombre annuel d’heures travaillées par actif occupé était en France sensiblement identique à celui des autres pays de l’OCDE (à quelques exceptions près), il est aujourd’hui très en deçà de la moyenne (de 15 % environ). »
En 2004 une comparaison avec l'Allemagne, l'Italie, l'Espagne, les Pays-Bas, le Royaume-Uni et les États-Unis conclut que « la durée légale hebdomadaire du travail des salariés à temps complet (38,9 h/semaine pour un salarié à temps complet, et à 39 h pour les salariés du champ Acemo) est inférieure aux durées légales ou conventionnelles des autres pays ». La durée hebdomadaire habituelle déclarée est moindre en France que dans la plupart des autres pays. Mais la France se situe dans une position intermédiaire pour les durées hebdomadaires habituelles de l’ensemble des salariés à temps complet et à temps partiel. De même pour « la durée annuelle effective, qui tient compte des divers types de congés, des absences et des heures supplémentaires ». Les sondages auprès des salariés donnent 3 h de plus (moyenne).
En 2006, la durée du travail moyenne effective (pour la semaine de référence du second semestre 2006 et pour tous types d’emplois et toutes branches confondus) était de 38 heures en France ; la moyenne de l'Union européenne des vingt-sept était de 37,9 heures, pour une moyenne de la zone euro de 37,4 heures. Selon le site Contreinfo, en 2007 l’Allemagne était à 35,6 heures, mais les Pays-Bas à 30,8 heures, à comparer avec 38,6 heures en Italie, 40,1 heures en Croatie et 42,7 heures en Grèce[source insuffisante].
En 2012 un institut allemand réputé proche du patronat estime que la durée moyenne de travail française serait parmi les plus faibles d'Europe.

## Postérité du dispositif

### Réaugmentation de la durée de travail dans quelques entreprises
Les remises en cause des accords survenus dans le cadre des 35 heures restent rares, en 2005. On peut toutefois citer quelques cas ayant donné lieu à une importante médiatisation.
En juillet 2004, les salariés de Bosch à Vénissieux ont accepté de passer de 35 à 36 heures sans compensation de salaire. (Dans ce cas, le salaire horaire baisse). La société prévoyait une suppression de 300 emplois sur les années suivantes et refusait d’opérer de nouveaux investissements, notant que les coûts sociaux en France étaient supérieurs de 20 % par rapport à l’Italie ou à la République tchèque.
De plus, la réduction du coût du travail lié à une relativement faible augmentation de la durée du travail aurait dû permettre de nouveaux investissements et donc de nouvelles embauches (240). Ce cas a depuis quelques années inspiré d’autres entreprises : par exemple le groupe Doux, Alcan, Seb, et Hewlett-Packard. Les syndicats parlent eux de « chantage à l'emploi ».
L'usine BOSCH de VENISSIEUX s'est retrouvé en grande difficulté en 2008 après cette réforme. Elle s'est reconvertie en partie dans le solaire, mais cette activité a dû être revendue à la société SILLIA en 2013. Depuis 2015, l'activité composant est aussi en grande difficulté. L'augmentation des horaires de travail n'a donc pas eu les effets attendus[réf. nécessaire].

### La question des heures supplémentaires
Pour les salariés concernés, la loi sur les 35 heures permet un contingent limité d'heures supplémentaires. À partir de 2002, le régime des heures supplémentaires est progressivement assoupli avec une augmentation du contingent annuel (passage à 180 heures annuellement en 2002, à 220 heures en 2003), sous le deuxième gouvernement Raffarin. La défiscalisation des heures supplémentaires, votée au sein de la loi TEPA d’août 2007, sous le gouvernement Fillon, encourage les heures supplémentaires.

### «Travailler plus»

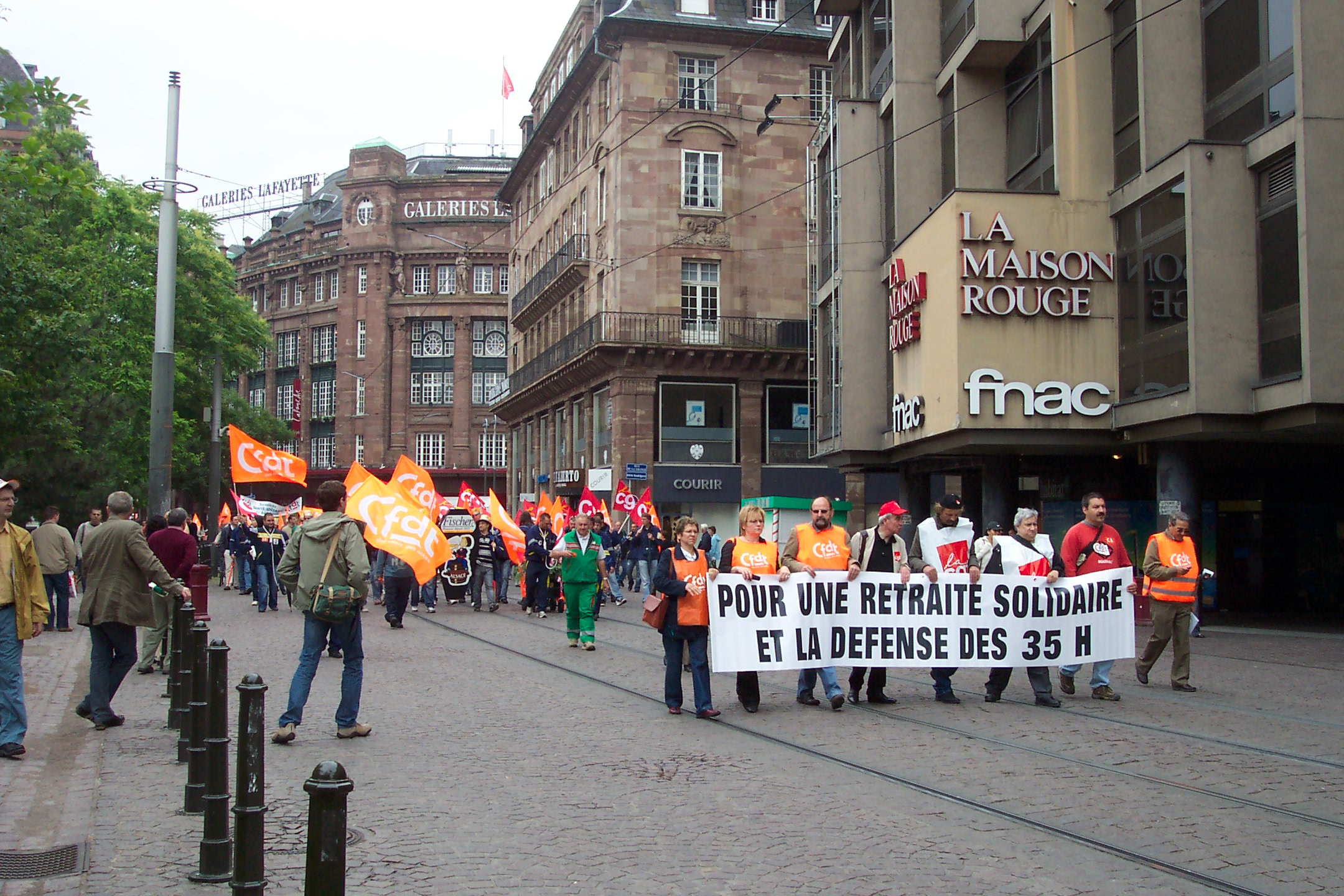
Manifestation pour défendre les 35 heures à Strasbourg en 2008.

Après 2003, le temps de travail annuel augmente très légèrement avec la suppression du lundi de Pentecôte pour une journée dite de « solidarité ».
Alors qu'une étude de 2006 sur la durée du travail moyenne effective démontre que tous types d’emplois et toutes branches confondus la durée de travail est de 38 heures en France, contre 35,6 heures en Allemagne, 36,9 heures au Royaume-Uni, 30,8 heures au Danemark et une moyenne de l'Union européenne des vingt-sept de 37,9 heures, le gouvernement François Fillon(UMP) vote des lois en 2007, dont l'objectif est de permettre de « travailler plus », selon les choix des entreprises ou des salariés ; en particulier, la loi TEPA instaure la défiscalisation des heures supplémentaires.
Cette remise en cause partielle des 35 heures, c'est-à-dire de l'idée que la réduction du temps de travail créerait des emplois (Sophisme d'une masse fixe de travail) irait de pair, selon certains, avec une remise en cause de l'intervention de l'État dans le champ de la règlementation du temps de travail.
Cette hypothèse ne s'était pourtant pas révélée exacte avec les Accords Matignon en juin 1936.

### En 2015

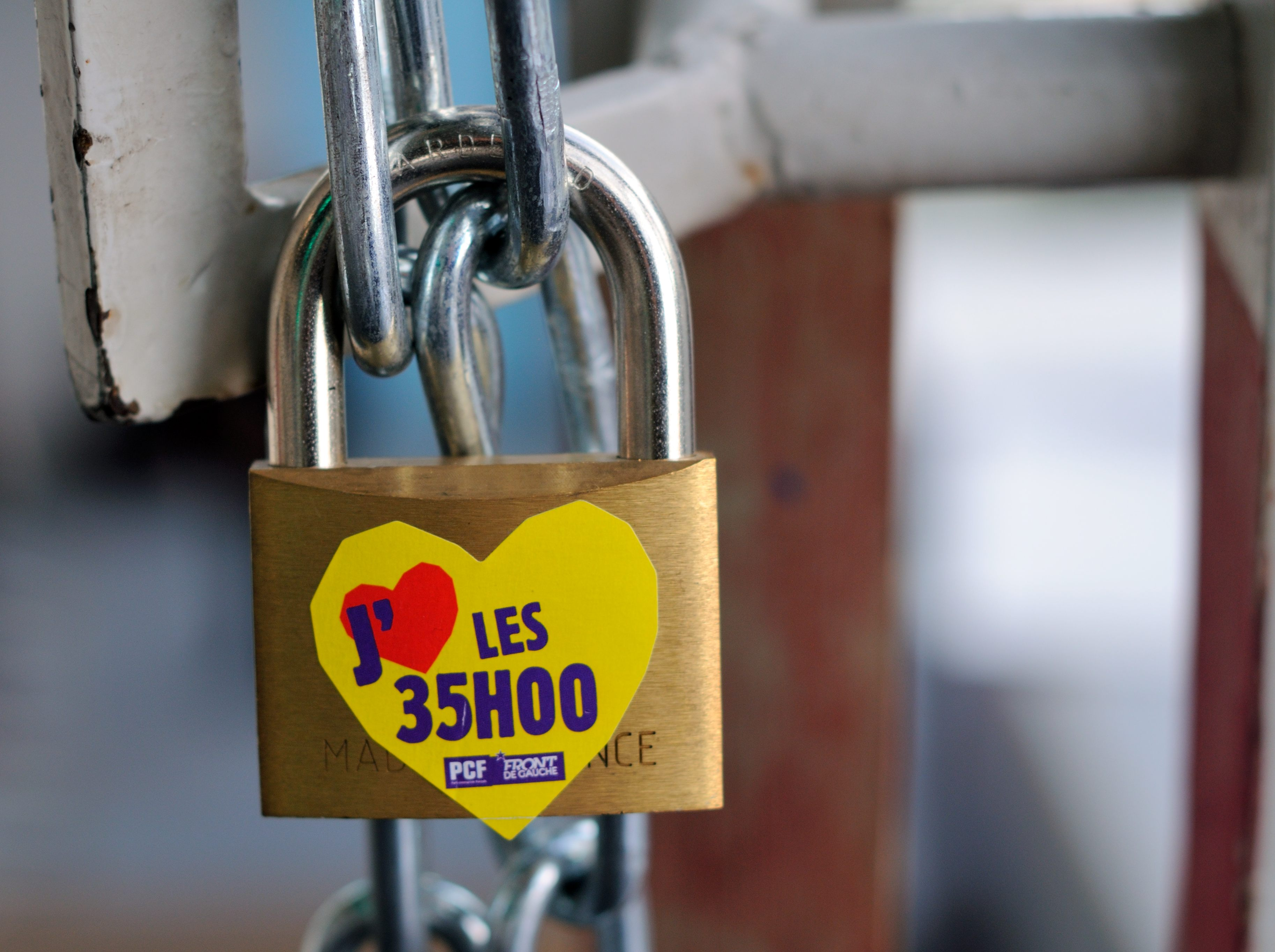
Cadenas avec un autocollant politique favorable aux 35 heures en 2014.

Le débat continue, près de 15 ans après le vote de la loi, sur son abolition et un possible retour aux 39 heures. Le sujet est notamment ramené sur la table par le ministre de l’Économie Emmanuel Macron à l'occasion de l'université du Medef en août 2015.
En septembre 2015, un sondage réalisé par Vivavoice pour le compte du quotidien Libération révèle que, à rebours de certaines idées reçues, 52 % des Français interrogés sont favorables au maintien de la loi.